# Ditanyè
Ditanyè (« Hymne de la victoire »), aussi appelé Une seule nuit, est l'hymne national du Burkina Faso. Composé de quatre strophes, il a été écrit par Thomas Sankara et composé par Patrick Ilboudo, pendant la présidence de Thomas Sankara, et adopté en 1984. Il remplace l'Hymne voltaïque, qui avait été adopté lors de l'indépendance de la République de Haute-Volta, lorsque celle-ci prend le nom de Burkina Faso.

## Paroles en Fulfulde

### Paroles en français
Contre la férule humiliante il y a déjà mille ans,

La rapacité venue de loin les asservir il y a cent ans.

Contre la cynique malice métamorphosée

En néocolonialisme et ses petits servants locaux

Beaucoup flanchèrent et certains résistèrent.

Mais les échecs, les succès, la sueur, le sang

Ont fortifié notre peuple courageux 

et fertilisé sa lutte héroïque.

Refrain :

Et une seule nuit a rassemblé en elle

L'histoire de tout un peuple.

Et une seule nuit a déclenché sa marche triomphale:

Vers l'horizon du bonheur.

Une seule nuit a réconcilié notre peuple

Avec tous les peuples du monde,

À la conquête de la liberté et du progrès

La Patrie ou la mort, nous vaincrons !

Nourris à la source vive de la Révolution.

Les engagés volontaires de la liberté et de la paix

Dans l'énergie nocturne et salutaire du 4 août

N'avaient pas que les armes à la main, mais aussi et surtout

La flamme au cœur pour légitimement libérer

Le Faso à jamais des fers de tous ceux qui,

Çà et là, en polluaient l'âme sacrée de l'indépendance, de la souveraineté.

Refrain

Et céans désormais en sa dignité recouvrée

L'amour et l'honneur en partage avec l'humanité,

Le peuple du Burkina chante un hymne à la victoire,

À la gloire du travail libérateur, émancipateur.

A bas l'exploitation de l'homme par l'homme !

Hé en avant pour le bonheur de tout homme,

Par tous les hommes aujourd'hui et demain, par tous les hommes ici et pour toujours !

Refrain

Révolution populaire notre sève nourricière.

Maternité immortelle du progrès à visage d'homme.

Foyer éternel de démocratie consensuelle,

Où enfin l'identité nationale a droit de cité,

Où pour toujours l'injustice perd ses quartiers,

Et où, des mains des bâtisseurs d'un monde radieux

Mûrissent partout les moissons de vœux patriotiques, brillent les soleils infinis de joie.

Refrain

### Paroles enmoré
Burkimba pind n kisga wõrbo la yãnde hal yuum tusri

B kisga fãdba sên yi yiiga hal yuum koabga n wa nĩ yemdo

B tõdga silm wêêga sên toem n lebge yaolm yemdo

B kisga silm wêêga yemdo nĩ teng n têêdba fã gilli

Wusg n bas raodo la kĩr mê sid zãgsamĩ

La pang kongra la tõogra la tuulga kãagre 

Ziima raagre kenga nimbuiida pêlse

La b paasa b pãng n leb n zêk b burkíndi 

Reesgo:

La yũnga ye tãa a ye tãa kumba nimbuiida viim kibare

La yũnga ye tãa bal pugên waa tilgre sor pakanĩ ti b rik n babsd vi-nõogo

Yũnga ye lagma tõnd nimbuiida

Nĩ nimbuiida sên be duni wã fãa pugên

N baod tilgre la paõngo nê b suura fãa

Kal tu d tõoge ba d nã n ki d têng yĩnga.